# Montenegro Airlines
Montenegro Airlines er det nationale flyselskab fra Montenegro. Selskabet har hub og hovedkontor på Podgorica Lufthavn ved landets hovedstad Podgorica. Montenegro Airlines blev etableret i 1994, og startede flyvningerne i 1997.
Selskabet opererede i august 2012 ruteflyvninger til 13 destinationer i Europa.

## Flyflåde
Selskabet havde i august 2012 en flyflåde bestående af otte fly med en gennemsnitsalder på 22.2 år. Heraf var der tre eksemplarer af Embraer ERJ-195 og fem Fokker 100.